# Real Club España
El Real Club España fou un club de futbol mexicà de la ciutat de Mèxic.

## Història

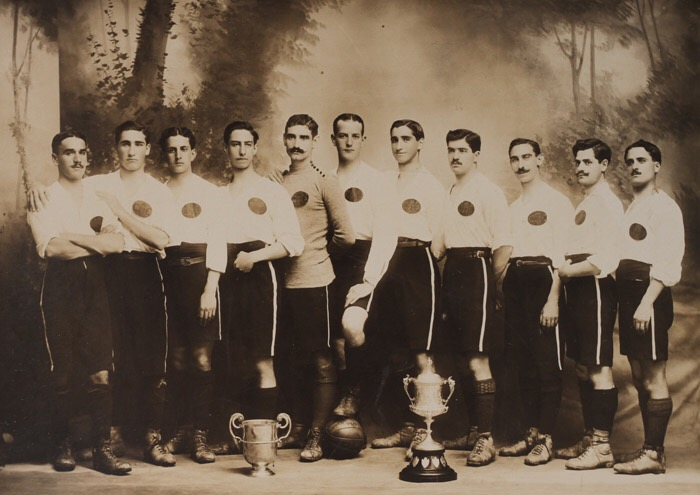
España el 1915–16.

El "Club España" neix un 20 de març de 1912, producte d'una escissió del club Club San Pedro de los Pinos fundat el 1910 per Alfredo B. Cuellar, Jorge Gómez de Desocupada i Alberto Sierra. Al San Pedro de los Pinos es jugava a futbol però el criquet era l'esport principal, i fou per això que dos anys després, amb el propòsit de jugar futbol, 6 joves emigrants espanyols, Francisco Arias, Ramon Llançà, Pedro Batgay, Delio Bonet, Enrique Escalada i Francisco Gómez, emprendrien el projecte de crear un nou club, que anomenaren España. El títol de Real li fou atorgat al club per part del rei Alfons XIII d'Espanya l'any 1919.
Fou un dels clubs més destacat de l'època amateur del futbol mexicà, com ho prova el fet que fos el club amb més títols de la lliga amateur, amb un total de 14. També fou 4 cops campió de copa. A partir del 1943, amb la professionalització del futbol, encara guanyà dos títols més, la lliga 44-45, on superà el Puebla FC, i una copa el 43-44, on derrotà a la final l'Atlante per 6-2.
L'any 1951 l'España decideix retirar-se de tota competència professional i equip no retorna mai més a la Primera divisió mexicana.
La temporada 1971-72, el Necaxa canvia de mans, en ser comprat per uns dirigents espanyols. Amb la intenció de recordar al gran equip que fou el Club España, decideixen canviar el nom de l'equip pel d'Atlético Español, fins i tot copiant els colors de l'uniforme del desaparegut equip. Aquest nou club mai va reeixir de forma destacada, i 10 anys més tard decidí retornar a l'antic nom de Necaxa.
Actualment, el Real Club España encara existeix, però la seva activitat se centra en altres esports com el rem, el voleibol, la natació o el tennis.

## Palmarès

### Tornejos nacionals

#### Era amateur
- Lliga Amateur del Districte Federal (14): 1913-1914, 1914-1915, 1915-1916, 1916-1917, 1918-1919, 1919-1920, 1920-1921, 1921-1922, 1923-1924, 1929-1930, 1933-1934, 1935-1936, 1939-1940, 1941-1942
- Copa Tower (4): 1914-1915, 1916-1917, 1917-1918, 1918-1919
- Torneo del Centenario: 1921

#### Era professional
- Lliga mexicana de futbol (1): 1944-1945
- Copa Mèxic (1): 1943-1944
- Campió de Campions (2): 1944, 1945

## Classificació
Estadístiques del club a la Primera Fuerza des de 1912 a 1943 excepte els tornejos de 1921-22 i 1930-31, en què no es disputà.
| Any     | Posició | Partits jugats | Guanyats | Empatats | Perduts | Gols a favor | Gols en contra | Punts | Posició final   |
| ------- | ------- | -------------- | -------- | -------- | ------- | ------------ | -------------- | ----- | --------------- |
| 1912-13 | 6       | 10             | 2        | 3        | 5       | 5            | 16             | 7     |                 |
| 1913-14 | 1       | 8              | 4        | 3        | 1       | 12           | 5              | 11    | Campió          |
| 1914-15 | 1       | 10             | 7        | 3        | 0       | 16           | 8              | 17    | Campió          |
| 1915-16 | 1       | 10             | 8        | 2        | 0       | 20           | 9              | 18    | Campió          |
| 1916-17 | 1       | 10             | 6        | 3        | 1       | 17           | 10             | 15    | Campió          |
| 1917-18 | 2       | 10             | 7        | 0        | 3       | 14           | 8              | 14    | Finalista       |
| 1918-19 | 1       | 12             | 10       | 1        | 1       | 19           | 6              | 21    | Campió          |
| 1919-20 | 1       | 16             | 13       | 2        | 1       | 26           | 6              | 28    | Campió          |
| 1921-22 | 1       | ?              | ?        | ?        | ?       | ?            | ?              | ?     | Campió          |
| 1922-23 | 4       | 14             | 7        | 3        | 4       | 20           | 12             | 17    |                 |
| 1923-24 | 1       | 16             | 9        | 6        | 1       | 27           | 6              | 24    | Campió          |
| 1924-25 | 3       | 12             | 6        | 1        | 5       | 16           | 10             | 13    | Tercera posició |
| 1925-26 | 3       | 12             | 6        | 3        | 3       | 26           | 11             | 15    | Tercera posició |
| 1926-27 | 2       | 12             | 7        | 2        | 3       | 32           | 14             | 16    | Finalista       |
| 1927-28 | 3       | 14             | 7        | 2        | 5       | 30           | 12             | 16    | Tercera posició |
| 1928-29 | 2       | 8              | 6        | 1        | 1       | 21           | 15             | 13    | Finalista       |
| 1929-30 | 1       | 14             | 9        | 2        | 3       | 33           | 22             | 20    | Campió          |
| 1930-31 | 0       | 0              | 0        | 0        | 0       | 0            | 0              | 0     | no es disputà   |
| 1931-32 | 0       | 0              | 0        | 0        | 0       | 0            | 0              | 0     | no participà    |
| 1932-33 | 7       | 8              | 2        | 3        | 3       | 20           | 27             | 7     |                 |
| 1933-34 | 1       | 10             | 6        | 1        | 3       | 27           | 21             | 13    | Campió          |
| 1934-35 | ??      | ??             | ??       | ??       | ??      | ??           | ??             | ??    |                 |
| 1935-36 | 1       | 8              | 5        | 2        | 1       | 20           | 16             | 12    | Campió          |
| 1936-37 | 4       | 8              | 1        | 4        | 3       | 16           | 17             | 6     |                 |
| 1937-38 | 4       | 10             | 3        | 1        | 6       | 27           | 27             | 7     |                 |
| 1938-39 | 3       | 12             | 6        | 1        | 5       | 46           | 33             | 13    | Tercera posició |
| 1939-40 | 1       | 15             | 10       | 2        | 3       | 46           | 31             | 22    | Campió          |
| 1940-41 | 3       | 14             | 8        | 1        | 5       | 34           | 30             | 17    | Tercera posició |
| 1941-42 | 1       | 14             | 7        | 4        | 3       | 38           | 26             | 9     | Campió          |
| 1942-43 | 6       | 14             | 4        | 4        | 6       | 33           | 39             | 12    |                 |